# Encinas de Arriba
Encinas de Arriba è un comune spagnolo di 283 abitanti situato nella comunità autonoma di Castiglia e León.